# Cathédrale Notre-Dame-de-l'Assomption de Naples
Cette  cathédrale n’est pas la seule cathédrale Notre-Dame-de-l'Assomption.
La cathédrale de Naples, officiellement cattedrale metropolitana di Santa Maria Assunta, bâtie à la fin du XIIIe et du début du XIVe siècle, est le siège de l'archidiocèse de Naples. Située à Naples en Italie, elle est dédiée à l'Assomption de la Bienheureuse Vierge Marie, et est célèbre pour les reliques de saint Janvier, saint patron de la ville, qui y sont conservées. De ce fait, elle est également connue sous le nom de Duomo San Gennaro.
La cathédrale se dresse le long de la via Duomo, sur une petite place entourée de portiques, et comprend deux autres édifices religieux construits indépendamment de la cathédrale comme chapelles latérales : la basilique Santa Restituta, qui abrite le plus ancien baptistère de l'Occident, la basilique de San Giovanni in Fonte, et la chapelle royale du Trésor de San Gennaro, qui conserve les reliques du saint patron de la ville.
C'est l'une des églises les plus importantes et les plus grandes de la ville, tant du point de vue artistique, présentant la superposition de plusieurs styles allant du gothique pur du XIVe siècle au néogothique du XIXe siècle, que d'un point de vue culturel, accueillant en effet la cérémonie de la liquéfaction du sang de saint Janvier trois fois par an.

## Histoire

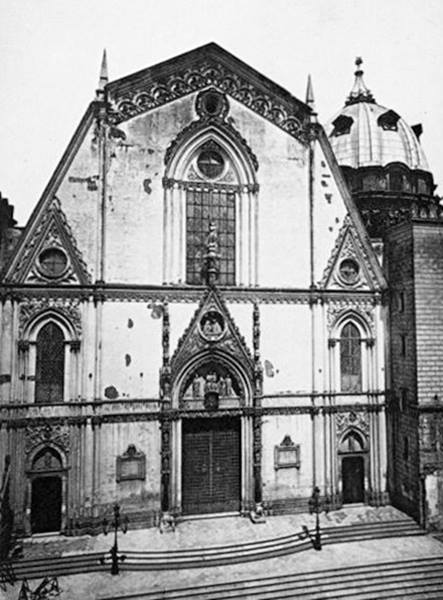
Façade vers 1860, avant sa reconstruction en 1877.

Les sources hagiographiques les plus anciennes, non antérieures au IXe siècle, attribuent la fondation de l'église de Naples à saint Pierre. La présence d'une communauté chrétienne au IIe siècle est attestée avec certitude par les vestiges archéologiques du complexe des catacombes de Capodimonte. Selon la Chronique de Partenope, datant du XIVe siècle, l'oratoire de Santa Maria del Principio est construit dans l'espace où se trouve le complexe religieux, où Aspren de Naples, le premier évêque de la ville au Ier siècle, décide d'établir l'épiscopat de Naples. À partir du IVe siècle, divers édifices de culte sont créés dans le quartier épiscopal, dont la basilique Santa Restituta, construite en 334 par l'évêque Zosimo sur les ruines du temple préexistant d'Apollon, le baptistère San Giovanni a Fonte et plusieurs chapelles annexes comme celles de San Lorenzo, Sant'Andrea et Santo Stefano.
L a construction de l'édifice sacré commence au XIIIe siècle sous Charles II d'Anjou, à partir de 1290, incorporant les anciennes structures paléochrétiennes du baptistère et de la basilique primitive. La construction de la cathédrale implique également la démolition d'autres structures, comme la basilique Santa Stefania, commandée par l'archevêque Étienne Ier (fin du Ve siècle-début du VIe siècle) et remodelée après un incendie par l'archevêque Étienne II (seconde moitié du VIIIe siècle), dont le quadriportique est visible dans le Palazzo Arcivescovile, l'archevêché. La structure était décorée de mosaïques et de toiles peintes, placées dans les entrecolonnes des nefs par l'archevêque Athanase II de Naples (849-872).
On fait appel à des architectes d'origine française pour la conception et la construction de la nouvelle église, par volonté du roi Charles II et en accord avec l'archevêque Jacques de Viterbe, qui a demandé ces travaux au souverain. La deuxième partie du chantier est réalisée par des ouvriers locaux ou italiens : des sources indiquent Masuccio I, Giovanni Pisano et Nicola Pisano. La cathédrale est achevée sous le règne de Robert d'Anjou en 1313. Elle est solennellement dédiée à l'Assomption par l'archevêque d'alors Umberto d'Ormonte en 1314. En 1322, le cardinal Filomarino détruit la grande statue équestre en bronze qui se trouvait depuis des siècles dans l'espace ouvert devant la basilique Santa Stefania : il n'aime pas les croyances et les superstitions entourant cet ouvrage, qui aurait été sculpté par Virgile en utilisant la sorcellerie et qui avait le pouvoir de guérir les chevaux malades. Elle est ensuite fondue pour fabriquer les cloches de la cathédrale.
Le clocher-tour et la façade s'effondrent lors du tremblement de terre de 1349, qui sont reconstruits au début du XVe siècle en style gothique. En 1456, un autre séisme endommage gravement la cathédrale, provoquant l'effondrement de certaines parties de la nef, qui est reconstruite par la suite.
Entre 1497 et 1508, la chapelle du Succorpo est construite comme crypte, avec des décorations de Tommaso Malvito. À la suite du vœu fait par les Napolitains à saint Gennaro lors de la peste de 1526, Francesco Grimaldi construit la chapelle royale du Trésor en signe de dévotion, devant la basilique Santa Restituta. En 1621, le toit en charpente est recouvert d'un plafond à caissons en bois. Le 28 avril 1644, la dédicace à l'Assomption est confirmée par la consécration de l'église par le cardinal Ascanio Filomarino, archevêque de l'époque.
En 1688 et 1732, les parties les plus endommagées par les tremblements de terre sont reconstruites et dans la seconde moitié du XVIIe siècle, des interventions baroques sont réalisées dans les chapelles, enrichies de décorations en marbre et en stuc. En 1732, l'abside et les transepts sont reconstruits.
En 1788, une nouvelle restauration apporte des modifications à la nef, transformée selon un style néo-gothique avec des influences du XVIIIe siècle. Avec l'élargissement de la Via Duomo en 1868, sur la base d'un projet de Francesconi et Cangiano, un portique d'angle symétrique est construit des deux côtés du grand espace faisant face à la façade. En 1876, un concours est lancé pour la façade de la cathédrale, remporté par Enrico Alvino ; les travaux de la nouvelle façade de style néogothique, commencés en 1877, se terminent en 1905.
Pendant la Seconde Guerre mondiale, les bombardements alliés endommagent les structures, nécessitant, entre 1969 et 1972, des restaurations et des consolidations structurelles, qui sont réalisées sur l'ensemble du bâtiment. Au cours des travaux, des vestiges archéologiques romains, grecs et du début du Moyen Âge sont mis au jour, les découvertes sont collectées et organisées, désormais facilement exploitables. L'une des restaurations les plus récentes est réalisée sur la chapelle Succorpo et a permis de récupérer le plafond à caissons en marbre du XVIe siècle.
Le 1er juin 2008, la cérémonie de béatification de Marie-Joséphine de Jésus crucifié, carmélite napolitaine, s'y déroule, présidée par l'archevêque, le cardinal Crescenzio Sepe.

## Extérieur
La façade de la cathédrale a été reconstruite à plusieurs reprises au cours des siècles ; celle actuelle a été reconstruite en style néogothique par Enrico Alvino à la fin du XIXe siècle et inaugurée en 1905. Le projet d'Alvino est incomplet car il manque les deux clochers sur les côtés du corps central de la structure, dont les travaux ont été interrompus au niveau de la base.
La décoration de la façade avait pour objet d'assembler les structures gothiques préexistantes des portails, remontant à une première reconstruction qui eut lieu en 1407, avec d'autres œuvres en marbre pour lesquelles d'importants sculpteurs du panorama artistique de la fin du XIXe siècle ont été sollicités : Salvatore Cepparulo, Domenico Jollo, Alberto Ferrer, Giuseppe Lettieri, Raffaele Belliazzi, Salvatore Irdi, Michele Busciolano, Stanislao Lista et Tommaso Solari. Sur les côtés de la fenêtre centrale se trouvent des sculptures de Francesco Jerace et Domenico Pellegrino.
La façade à pignons présente trois portails gothiques et trois pinacles, décorées de sculptures en marbre, correspondant à chacune des trois nefs ; dans celle centrale, à l'intérieur d'une rosace aveugle, se trouve la statue du Christ bénissant. Il était prévu dans le projet d'Alvino d'inclure des œuvres remontant aux travaux de reconstruction du début du XVe siècle : le portail central, soutenu par des colonnes de lions usées de l'époque de Tino di Camaino, ainsi que les deux portails latéraux, de style gothique international, sont presque originaux, commandés par le cardinal Enrico Minutoli, attribués au sculpteur Antonio Baboccio da Piperno, qui a également créé les sculptures des Saints Pierre et Gennaro et du Cardinal adorateur Minutolo dans le centre lunette, sur les côtés de la Vierge à l'Enfant de Camaino. Cinq fenêtres sont également de style gothique : deux bifore dans les deux bases des clochers, deux trifore, une pour chacune des deux nefs latérales, et une trifore dans la centrale.
La façade, qui a été gravement endommagée, tout d'abord par un tremblement de terre en 1349, puis, plus récemment, par les bombardements américains de 1943, est restaurée en 1951. Elle a subi un détachement partiel du corps de l'église lors du tremblement de terre du 23 novembre 1980 ;  une restauration complète a été réalisée en 1999 ; à cette occasion l'architecte Atanasio Pizzi a réalisé le bas-relief de la façade principale, ainsi que les caissons en bois de la nef centrale et du transept à l'échelle 1/1.
Des trois portails, traditionnellement, celui de droite n'est ouvert que lors d'occasions spéciales, comme pendant les cérémonies de San Gennaro ou le mariage d'un membre de la famille Capece Minutolo.

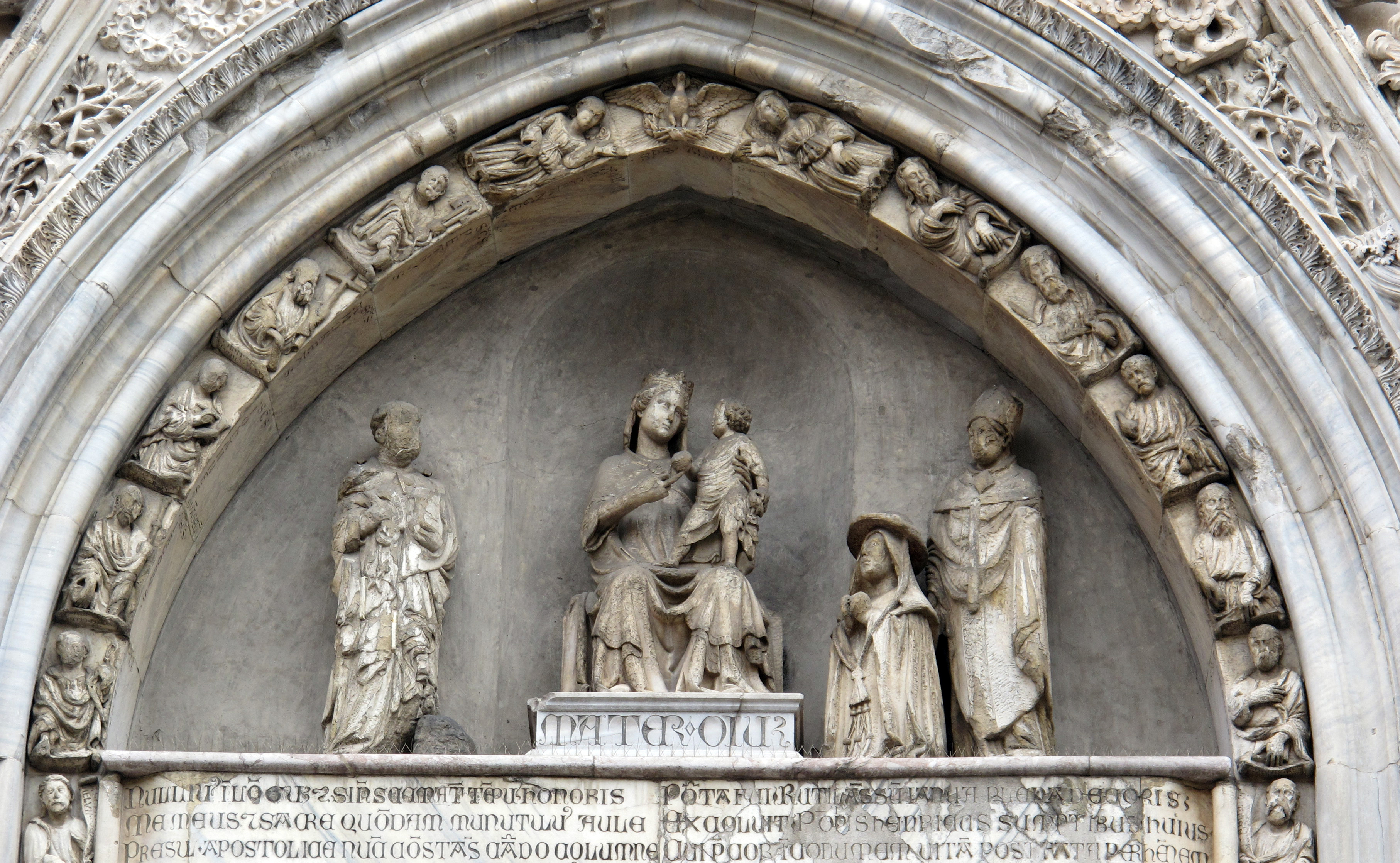
Sculptures d'Antonio Baboccio et Tino di Camaino dans le tympan de la lunette centrale.
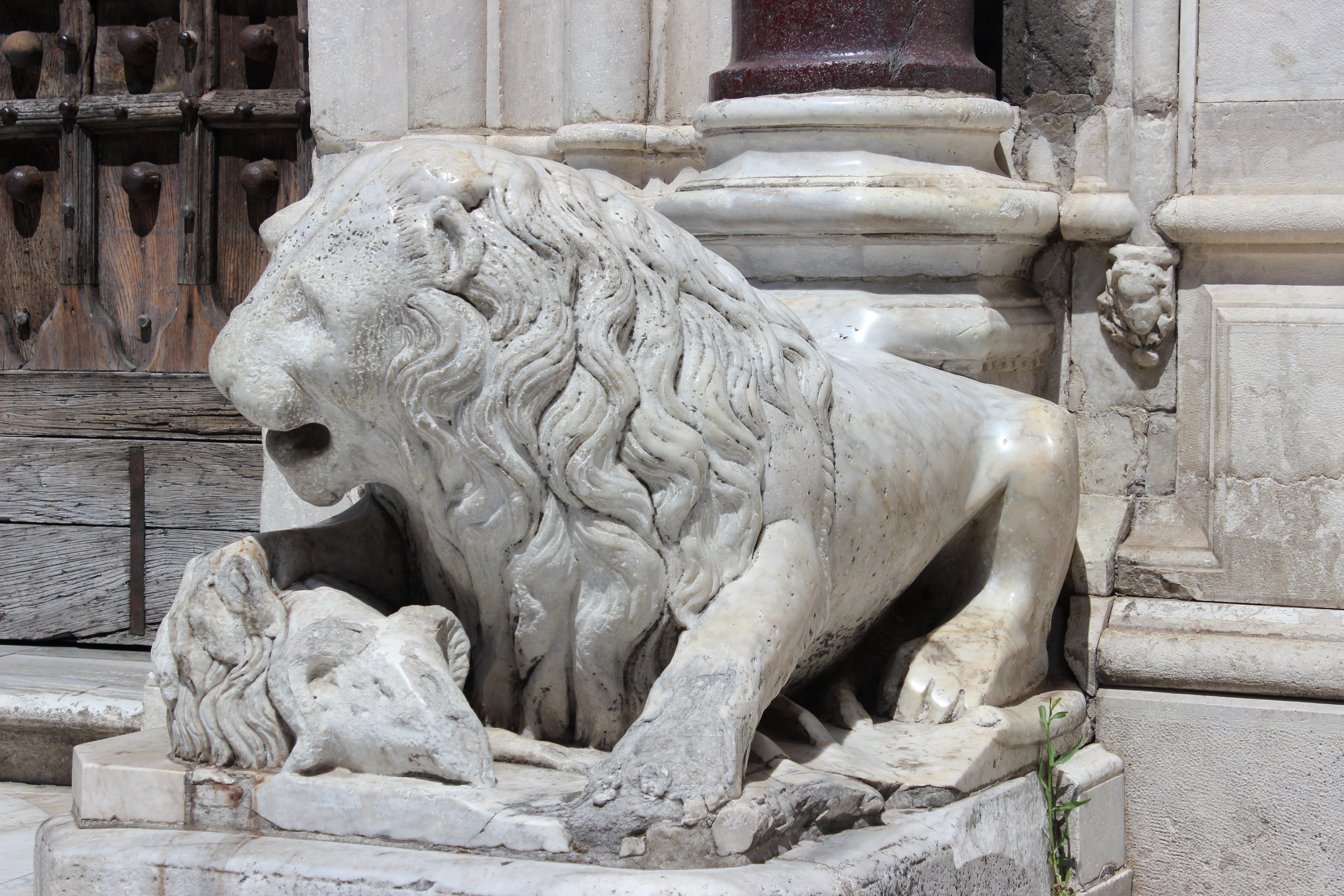
Lions stylophore de Tino di Camaino et Baboccio da Piperno.

## Intérieur
L'intérieur est de structure gothique, à trois nefs, compte de nombreuses chapelles latérales, dont beaucoup ont encore leur aspect gothique d'origine, une abside du XVIIIe siècle, la cathèdre de l'évêque en marbre et les tombes de plusieurs personnages illustres, dont saint Aspreno, le premier évêque de la ville. Le plan est en croix latine ; les trois nefs sont séparées par une séquence de huit piliers de chaque côté, dans lesquels sont incorporés les fûts des anciennes colonnes romaines, sur lesquels reposent des arcs brisés, décorés de stuc et de marbre.
La cathédrale abrite dix chapelles (cinq de chaque côté) et des autels dans les nefs latérales qui témoignent de l'évolution sculpturale et picturale de la ville, du XIIIe au XIXe siècle.

### Nef centrale

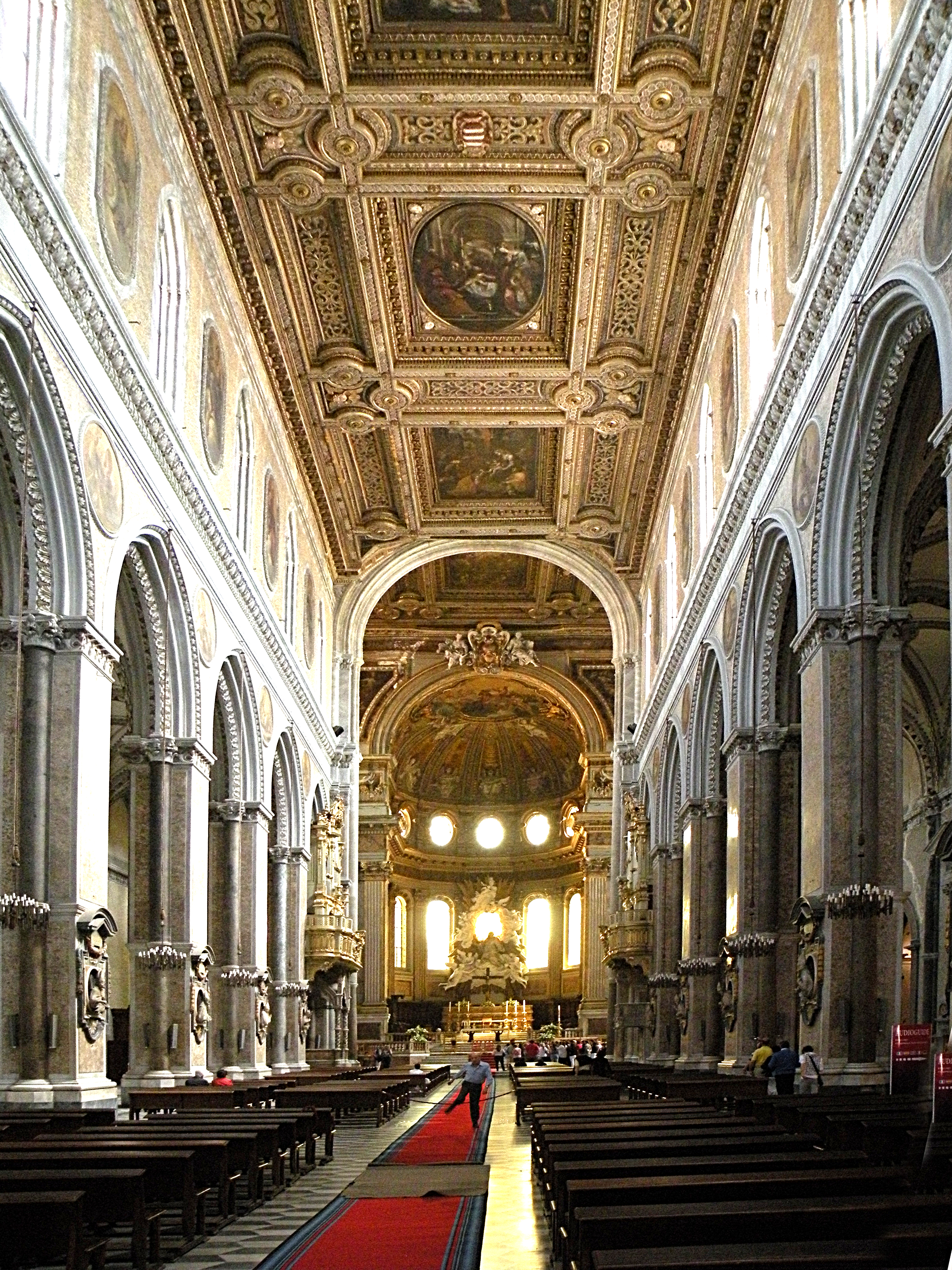
La nef et son plafond.

La nef centrale, d'environ 100 m de long et environ 35 m de haut m, est recouvert du riche plafond à caissons sculptés et dorés du XVIIe siècle qui abrite cinq toiles représentant L'Adoration des bergers de Giovanni Balducci, L'Adoration des mages de Giovanni Vincenzo da Forlì, la Circoncision de Flaminio Allegrini et l'Annonciation et La Présentation au Temple de Girolamo Imparato. Le plafond à caissons de la nef a été commandé en 1621 par l'archevêque et cardinal Decio Carafa. Entre les arcades et les fenêtres de la nef, Luca Giordano, le plus célèbre peintre napolitain du XVIIe siècle, a peint des médaillons représentant les Apôtres et les Docteurs de l'Église sur la bande supérieure, et les Saints patrons de Naples dans les clipei de la bande inférieure.  Sur les seize piliers sont disposés des édicules avec les bustes des seize premiers évêques de la ville, décor commandé par le cardinal et archevêque Decio Carafa au début du XVIIe siècle et sculptés entre le XVIIe et le XVIIIe siècle.
Au revers de la façade se trouvent les tombeaux de rois de la dynastie angevine qui a régné sur le royaume de Naples du XIIIe au XVe siècle, dont celui de Charles Ier, fondateur de lignée et frère de saint Louis, de Charles Martel, et de son épouse Clémence de Habsbourg, commandés par le vice-roi Enrique de Guzmán à Domenico Fontana en 1599 pour remplacer le originaux du XIVe siècle détruits au milieu du XVIe siècle.
Sous l'arc de chaque côté le plus proche du transept se trouvent les deux cantoria baroques en bois abritant les orgues avec, sous la tribune droite, une chaire baroque avec La Prédication du Jésus attribuée à Annibale Caccavello, sous celle de gauche, le baldaquin gothique du siège épiscopal du dernier quart du XIVe siècle, en partie endommagé au XVIIe siècle avec la construction de la cantoria au dessus. La cathédrale dispose de deux orgues, le plus grand est divisé en trois corps, un dans le transept droit et deux opposés à l'extrémité de la nef centrale, construit par Giuseppe Ruffatti en 1974 (la conformation actuelle remonte aux travaux de restauration radicale de 2009 réalisés par Ponziano Bevilacqua). À traction électrique, il dispose de 85 registres pour un total de plus de 5 000 tuyaux ; la console, meuble indépendant, dispose de trois claviers et pédales. L'orgue choral est quant à lui constitué du corps de l'orgue majeur qui se trouve dans le transept ; il possède sa propre console à transmission mécanique, avec deux claviers et pédales, et est composé de 19 registres pour un total d'environ 1 000 tuyaux.
Les fonts baptismaux se trouvent dans l'intercolonne entre la nef centrale et la première travée de la nef gauche, en partie d'origine hellénistique, pour le bassin en partie basse, et en partie baroque, datés de 1618, en partie haute, en bronze et marbres polychromes. La travée elle-même est la seule qui conserve encore son aspect gothique d'origine.

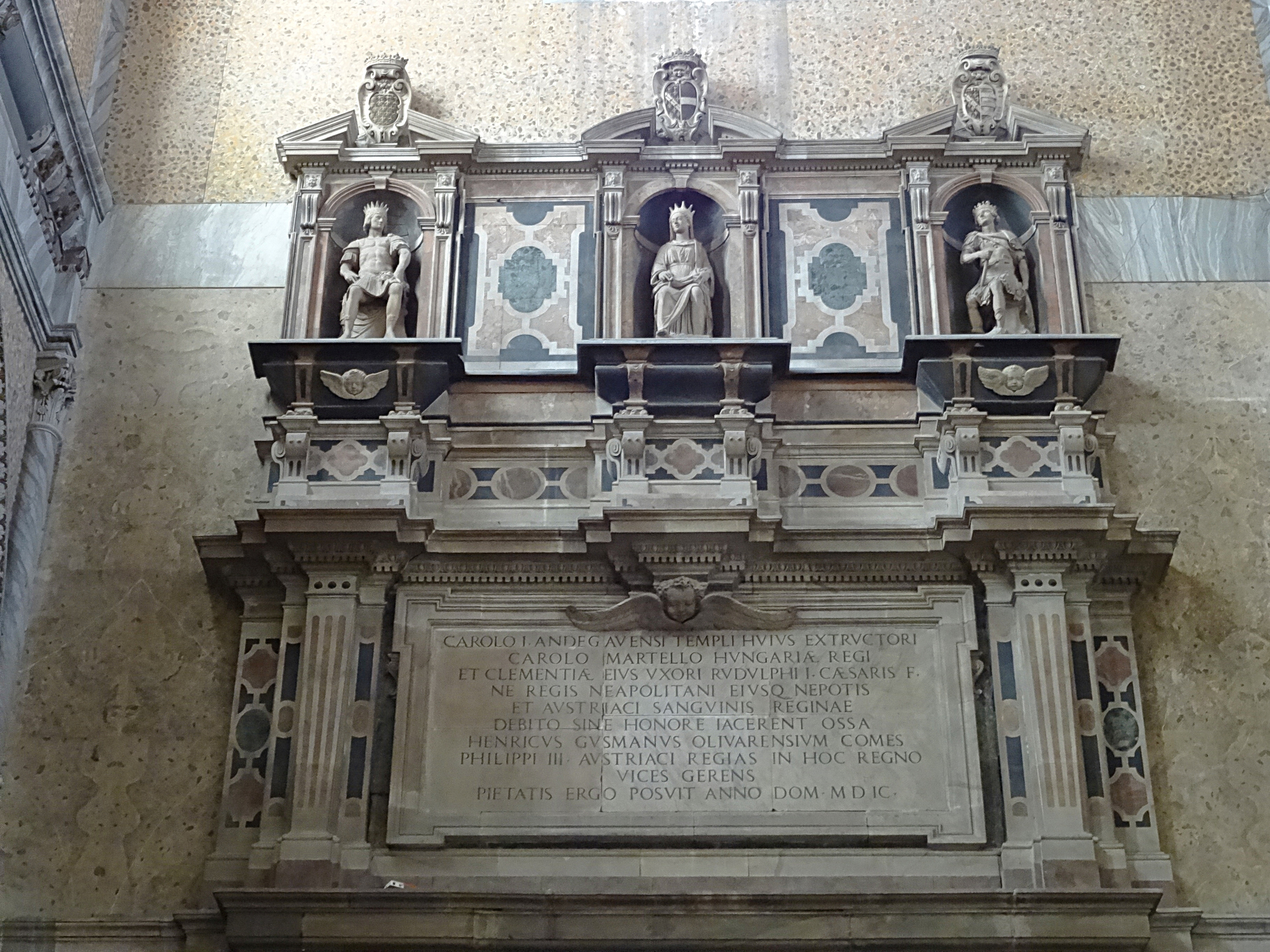
Tombeaux des rois de Naples sur l'envers de la façade.
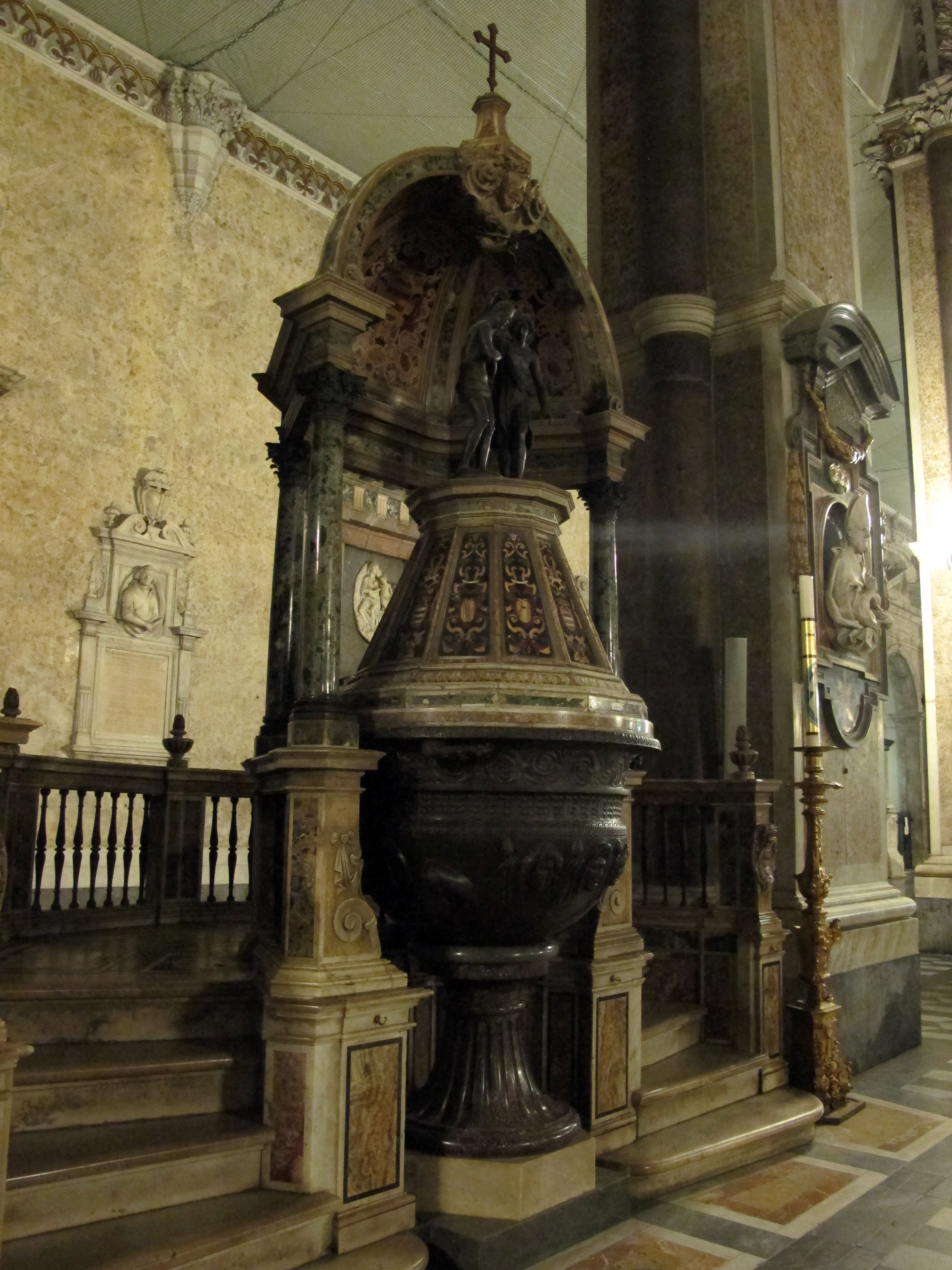
Fonts baptismaux.
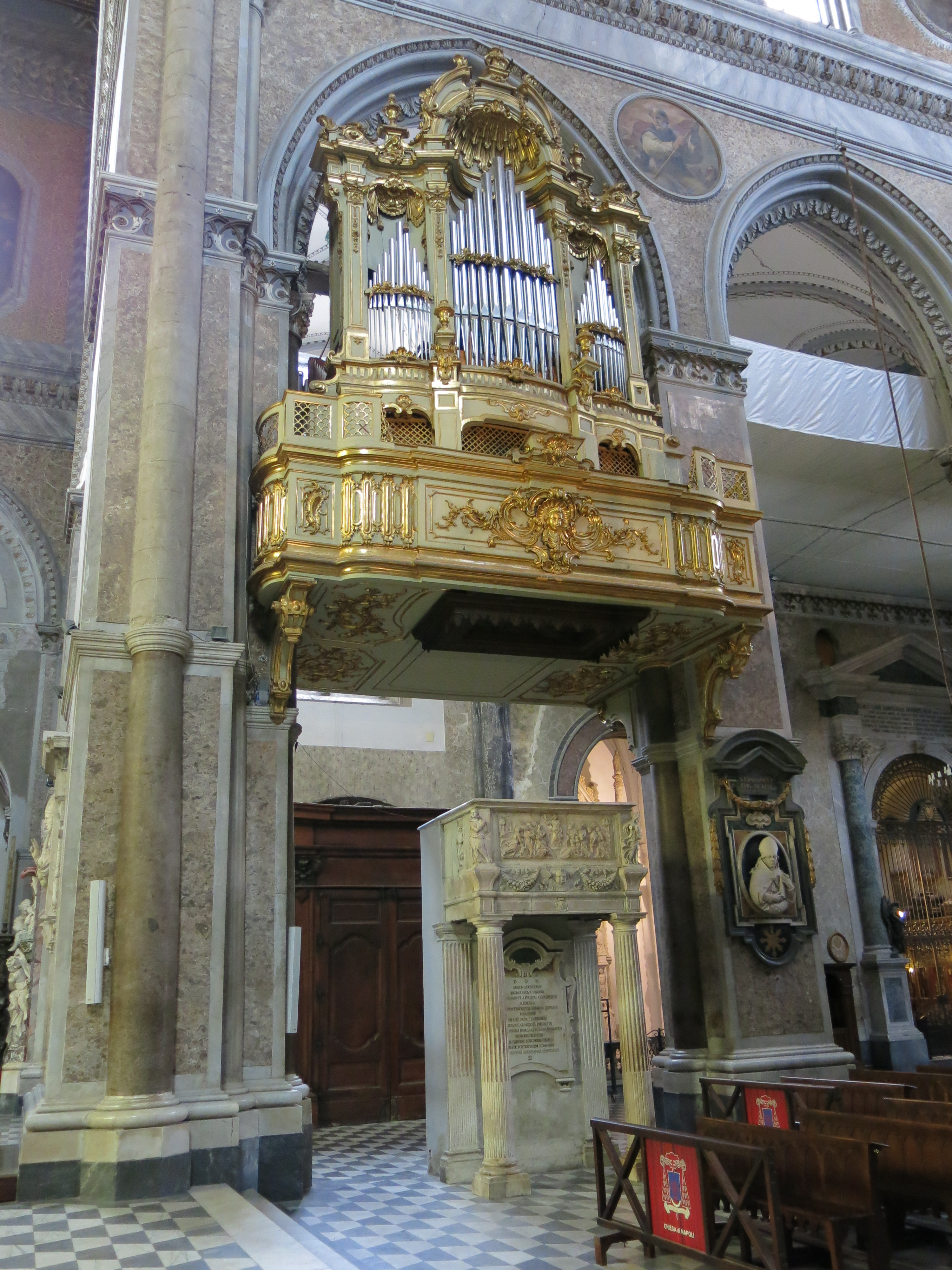
Cantoria et orgue.

### Nef latérale gauche

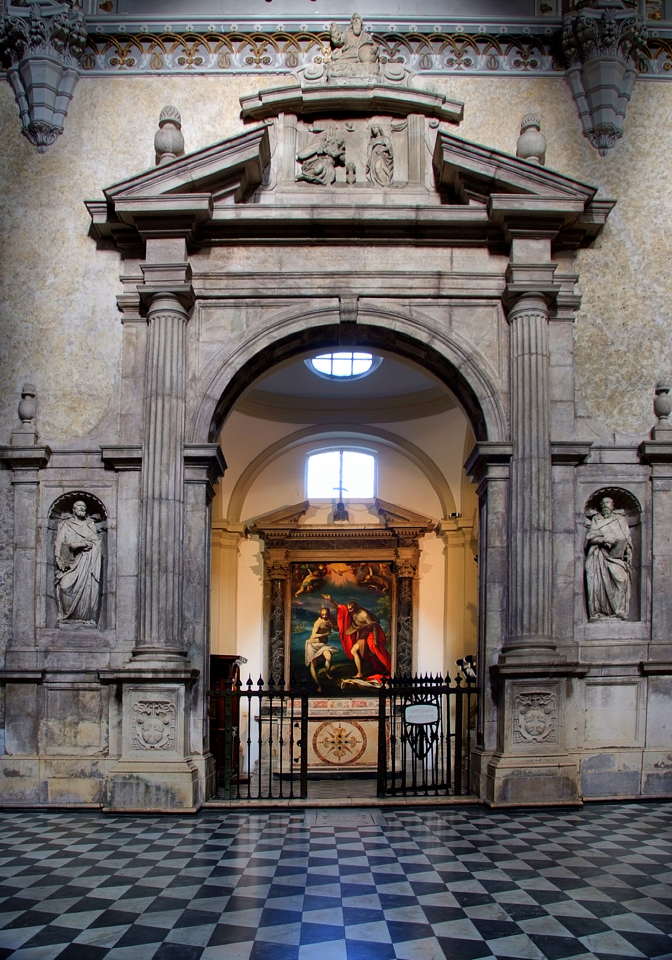
Entrée de la chapelle Brancaccio.

La nef de gauche comprend, outre les chapelles latérales, une succession de monuments funéraires, de sculptures et d'autels disposés le long du mur. Parmi les chapelles les plus importantes figurent la seconde, la chapelle sépulcrale de la famille Teodoro, rappelée dans l'épigraphe de l'arc classique qui l'encadre, avec des sculptures attribuées à Bartolomé Ordóñez, dont l'antependium avec la Déposition, et le retable maniériste du Siennois Marco Pino avec  L'Incrédulité de saint Thomas (1543).
La troisième chapelle à gauche abrite le Tombeau du cardinal Alfonso Gesualdo de Michelangelo Naccherino et Tommaso Montani et le Tombeau du cardinal Alfonso Carafa, neveu du pape Paul IV, d'un auteur inconnu et, plus près du même portail de la chapelle, les cénotaphes de trois membres de la famille Filomarino exécutés par Giulio Mencaglia et Giuliano Finelli et le Sépulcre d'André de Hongrie par un auteur napolitain inconnu.
La quatrième chapelle, la chapelle Brancaccio, a été conçue par Giovanni Antonio Dosio à la fin du XVIe siècle. Les sculpteurs Pietro Bernini et Girolamo D'Auria y travaillèrent, le premier réalisant les sculptures de Saint Pierre et Saint Paul placées sur les côtés du marbre d'entrée, tandis que le second a réalisé une Annonciation en haut-relief et le Père Éternel placé sur le tympan ; le retable du Baptême de Jésus a été réalisé par le maniériste Francesco Curia.
La cinquième chapelle expose une sculpture de San Gennaro datée de 1735 par Domenico Antonio Vaccaro, autrefois dans la chapelle Succorpo.
Au fond de la nef et avant le transept, il est possible d'accéder aux fouilles archéologiques de la cathédrale.

### Basilique Santa Restituta

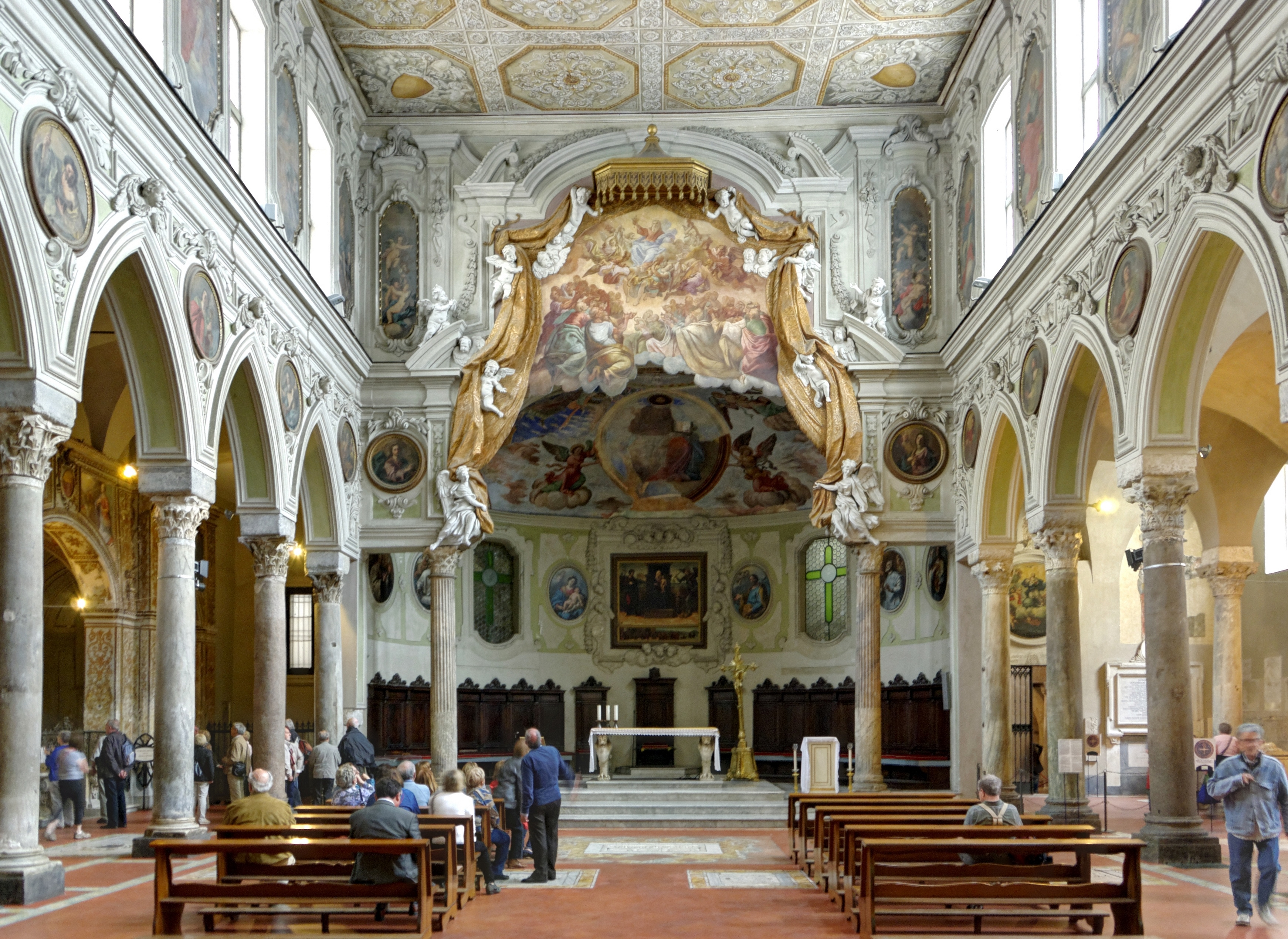
Vue de la basilique Santa Restituta.

L'entrée de la plus ancienne basilique de Naples, la basilique Santa Restituta, construite au IVe siècle, est située sur le bas-côté gauche de la nef. Cette basilique est un exemple de l'architecture paléochrétienne, qui fut remanié dans le style Baroque napolitain, mais qui présente encore une architecture du IVe siècle dans la nef, avec notamment les colonnes antiques d'origine. Elle possède une salle à trois nefs divisées par des colonnes.
Le bâtiment a été modifié au XVIIe siècle à la suite d'un tremblement de terre. Des œuvres de Luca Giordano et diverses sculptures du XIVe siècle y sont conservées. Le décor du plafond fut réalisé par Luca Giordano tandis que le chœur présente une étonnante scénographie baroque, avec un décor peint encadré d'un rideau en stuc et des fresques réalisées par Arcangelo Guglielmelli. La basilique renferme des tombes médiévales et, dans une des chapelles latérales, de précieuses mosaïques réalisées en 1322 par Lello da Orvieto.
La basilique permet d' accéder à l'édifice le plus ancien du complexe de la cathédrale : le baptistère de San Giovanni in Fonte, du IVe siècle, dont le plafond est décoré de mosaïques du Ve siècle en partie conservées.

### Nef latérale droite

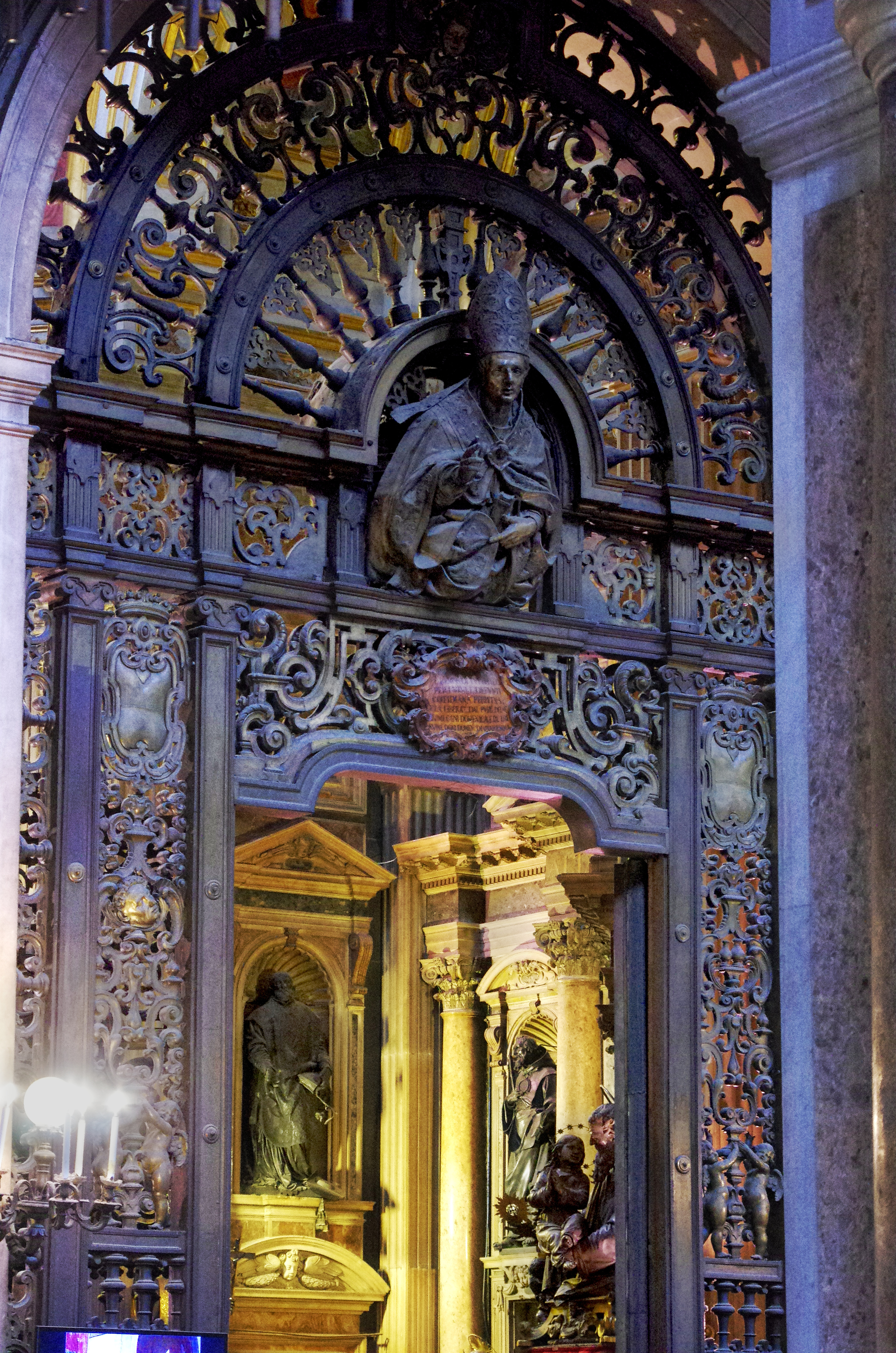
Grille de Cosimo Fanzago donnant accès à la chapelle royale du Trésor de San Gennaro.

La nef droite se caractérise également par la présence de cinq chapelles et de plusieurs autels et monuments funéraires le long des murs.
La première chapelle est dédiée à saint Nicolas et présente une peinture du saint de la fin du XVIIe siècle réalisée par Paolo de Matteis. La chapelle abrite les monuments funéraires de l'archevêque Matteo de Gennaro et de Marcantonio de Gennaro.
La deuxième chapelle, dite du Crucifix, abrite des monuments de Cosimo Fanzago, deux peintures du XVIIIe siècle de Michele Foschini (autrefois à Santa Maria la Nova) et deux monuments sépulcraux de la famille Caracciolo de Tino di Camaino ; enfin, sur le mur principal se trouve un crucifix en bois datant du XIIe siècle.
La quatrième chapelle est appelée chapelle des Reliques car elle abrite toutes les reliques de la ville appartenant aux corps religieux supprimés, dont une relique de la dent de saintCésaire de Terracina, le saint tutélaire des empereurs, choisi pour remplacer et christianiser le culte du premier empereur Auguste et des divins Césars de Naples ; le retable est d'Andrea Malinconico.
La cinquième chapelle est dédiée aux saints Tiburzio et Susanna et son intérieur est dominé par le grand monument funéraire du cardinal Francesco Carbone, créé en 1405 par Baboccio da Piperno.

#### Chapelle royale du Trésor de San Gennaro

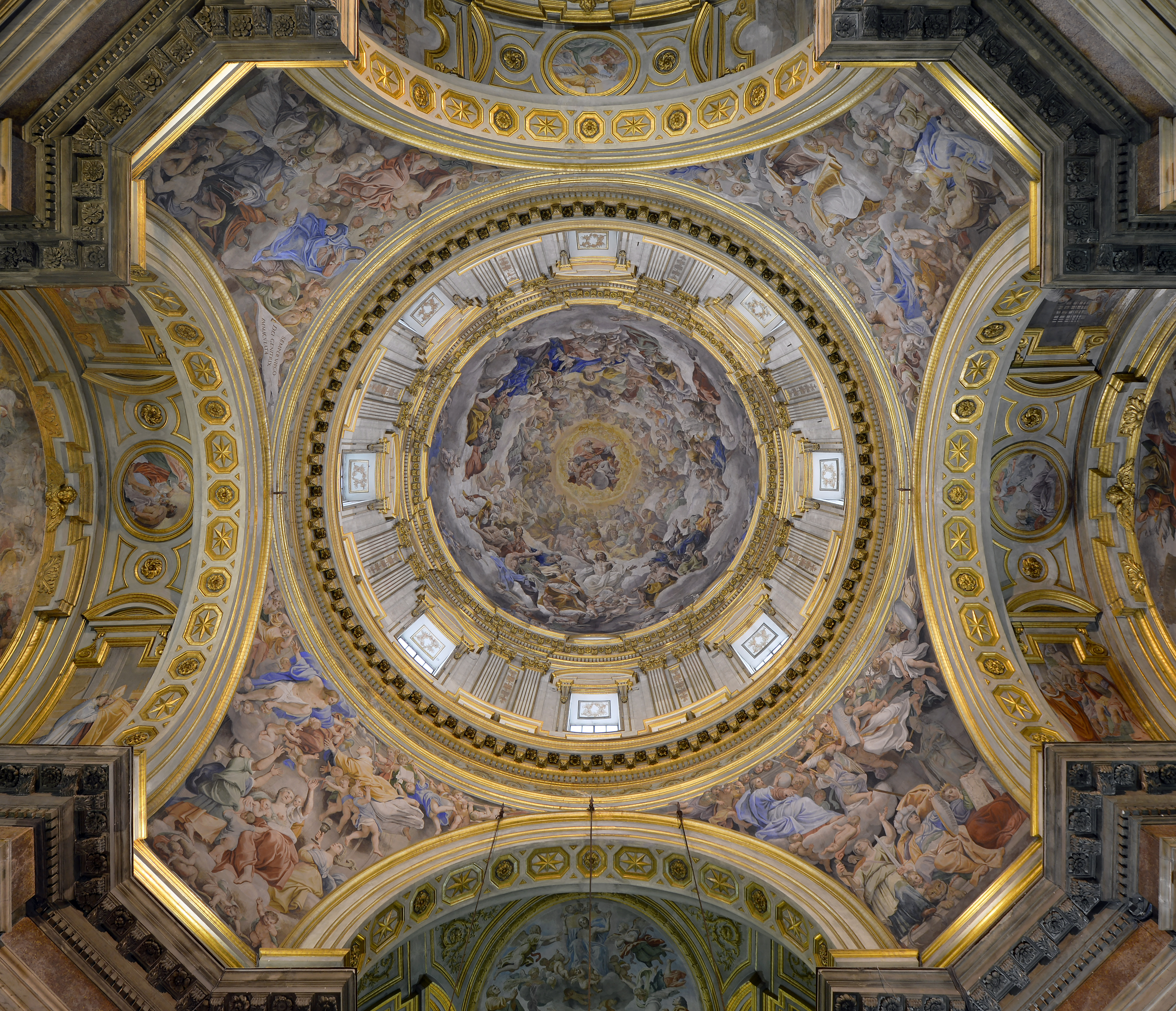
Plafond de la chapelle, par Le Dominiquin et Giovanni Lanfranco.

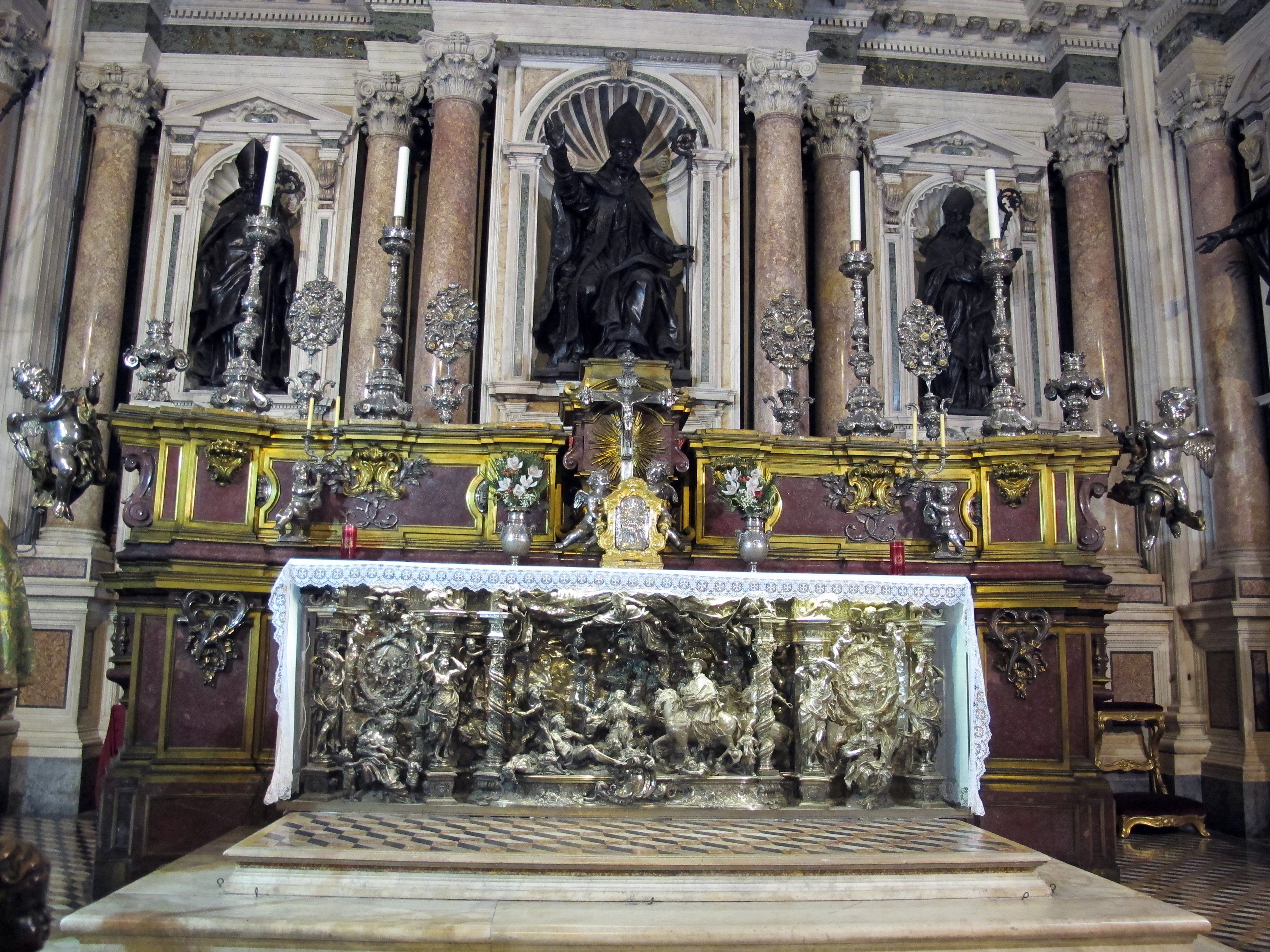
Maître-autel orné de reliefs en argent massif de Gian Domenico Vinaccia.

La chapelle du Trésor de saint Janvier (Cappella del Tesoro di San Gennaro) est la troisième chapelle du collatéral droit. Elle est bâtie entre 1608 et 1637, à la suite du vœu émis par les Napolitains d'ériger une somptueuse chapelle à saint Janvier en remerciement de sa protection lors de l'épidémie de peste qui ravagea Naples entre 1525 et 1529.
En forme de croix latine et surmontée d'une coupole, elle est l'œuvre de Francesco Grimaldi, qui termine la construction en 1646 en remplaçant trois chapelles précédentes des familles Filomarino, Capece et Cavaselice. Le décor somptueux est commandé à certains des meilleurs artistes italiens de la première moitié du XVIIe siècle, alors actifs à Rome auprès du pape. La fresque de la coupole représentant le Paradis est peinte entre 1641 et 1643 par le peintre baroque Giovanni Lanfranco, originaire de Parme, et Le Dominiquin, originaire de Bologne, qui réalise également des fresques des murs de 1631 à 1641. Les artistes napolitains, furieux que cette commande prestigieuse soit confiée à des peintres venus d'ailleurs, organisent une cabale contre le Dominiquin, allant jusqu'à prendre en otage sa famille. L'artiste meurt à la tâche en 1641, et est remplacé par Lanfranco.
L'un des tableaux d'autels, peint en 1646 et représentant un épisode de la vie de saint Janvier, est l'œuvre de José de Ribera. Le maître-autel est orné de reliefs en argent massif de Gian Domenico Vinaccia. Derrière l'autel, deux niches conservent les ampoules contenant le sang de saint Janvier. La grille ouvragée qui donne accès à la chapelle depuis la nef de la cathédrale, datée de 1630, est l'œuvre de Cosimo Fanzago. Sur les côtés de l'entrée se trouvent des sculptures de Giuliano Finelli des saints Pierre et Paul. Cosimo Fanzago réalise également le buste à deux faces de saint Janvier qui décore la partie supérieure et le sol en marbre de l'entrée.
À l'intérieur, l'ancien buste reliquaire de San Gennaro de 1305 est de l'école française tandis que Dionisio Lazzari a créé un bénitier en marbre et Gian Domenico Vinaccia une façade en argent.
Derrière l'autel droit de la chapelle se trouve un passage qui mène à la sacristie et à la chapelle de la Conciliation, accessible par le parcours du musée du Trésor de San Gennaro.

### Transepts
Les transepts, plus hauts que la nef centrale, ont été fortement modifiés lors des restaurations du XIXe siècle, ce qui leur a donné leur aspect néogothique-baroque actuel. Ils sont également recouverts d'un plafond à caissons en bois doré du XVIIe siècle avec des peintures de Forlì avec L'Apparition de Jésus à Marie, de Balducci avec la Résurrection et la Pentecôte, L'Apparition de Jésus aux Apôtres et Le Couronnement de Marie attribuées à des artistes locaux du maniérisme tardif. Le long des murs, les figures des saints patrons de Naples de Luca Giordano commencées dans la nef centrale se poursuivent, complétées en deux scènes par Francesco Solimena.
Huit chapelles latérales se trouvent dans le transept, quatre le long du mur du chœur (deux de chaque côté) et quatre sur les murs de façade (une à gauche et trois à droite).

#### Transept gauche

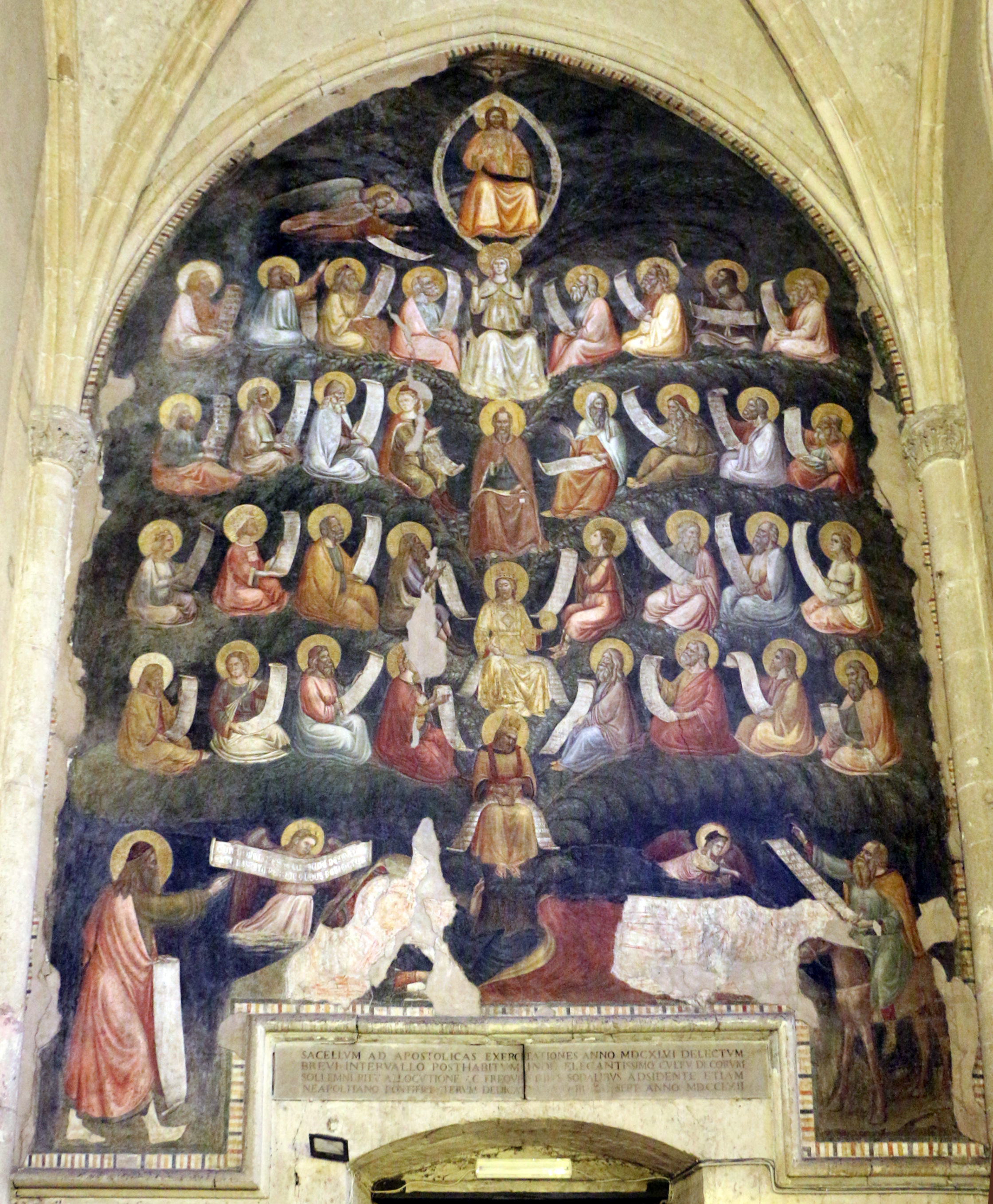
Lello da orvieto (attr.), Arbre de Jessé, v. 1315.

La chapelle Galeota (ou du Saint-Sacrement) se trouve sur la gauche, à côté de l'abside, décorée de monuments funéraires de la famille Galeota de Cosimo Fanzago et Lorenzo Vaccaro, d'après un tableau d'Andrea di Leone ; le retable du XVIe siècle de la Vierge à l'Enfant avec Rubino Galeota est de Pietro Befulco.
La deuxième chapelle du côté du chœur, séparée de la précédente par le Retable Loffredo de Bartolomeo et Pietro Ghetti de 1689, est celle de San Lorenzo (ou des illustrissimi, autrefois de saint Pierre), commandée par l'archevêque Umberto d'Ormonte autour du deuxième décennie du XIVe siècle ; sur les murs se trouvent des restes de fresques attribuées à Lello da Orvieto, avec notamment un Arbre de vie (ou Arbre de Jessé) presque intact, placé sur l'envers de la façade.
Sur le mur du fond du transept, à droite, se trouve le Cénotaphe d'Innocent IV de Tommaso Malvito, qui a également sculpté le bas-relief au-dessus avec la Vierge à l'Enfant ; sur le mur de gauche, le Cénotaphe d'Innocent XII est de Domenico Guidi (1686) ; les portes peintes des deux orgues baroques, œuvre de Giorgio Vasari, représentent respectivement la Nativité à gauche et Les Sept Saints Patrons de Naples à droite. Ces portes fermaient à l'origine les deux orgues de 1549 et 1652, qui furent ensuite transférés à l'église Santa Maria la Nova sans leurs portes.
La seule chapelle qui s'ouvre sur le mur avant du transept est la sacristie, à l'origine chapelle de San Ludovico, accessible par une entrée indépendante donnant sur la cour intérieure de l'archevêché. Utilisée comme sacristie à partir de 1581, elle est restaurée au XVIIIe siècle en style baroque par Filippo Buonocore. Aujourd'hui, elle possède une seule nef couverte d'une voûte en arc-de-cloître, au centre de laquelle se trouve le tableau de San Gennaro prie la Trinité de Santolo Cirill. Les murs sont décorés de stucs et de clipei à fresque représentant les archevêques de Naples, œuvre d'Alessandro Viola. Dans une vitrine, est conservé un crucifix en ivoire du XVIIe siècle ; les peintures sont d'Aniello Falcone et Giovanni Balducci.

#### Transept droit

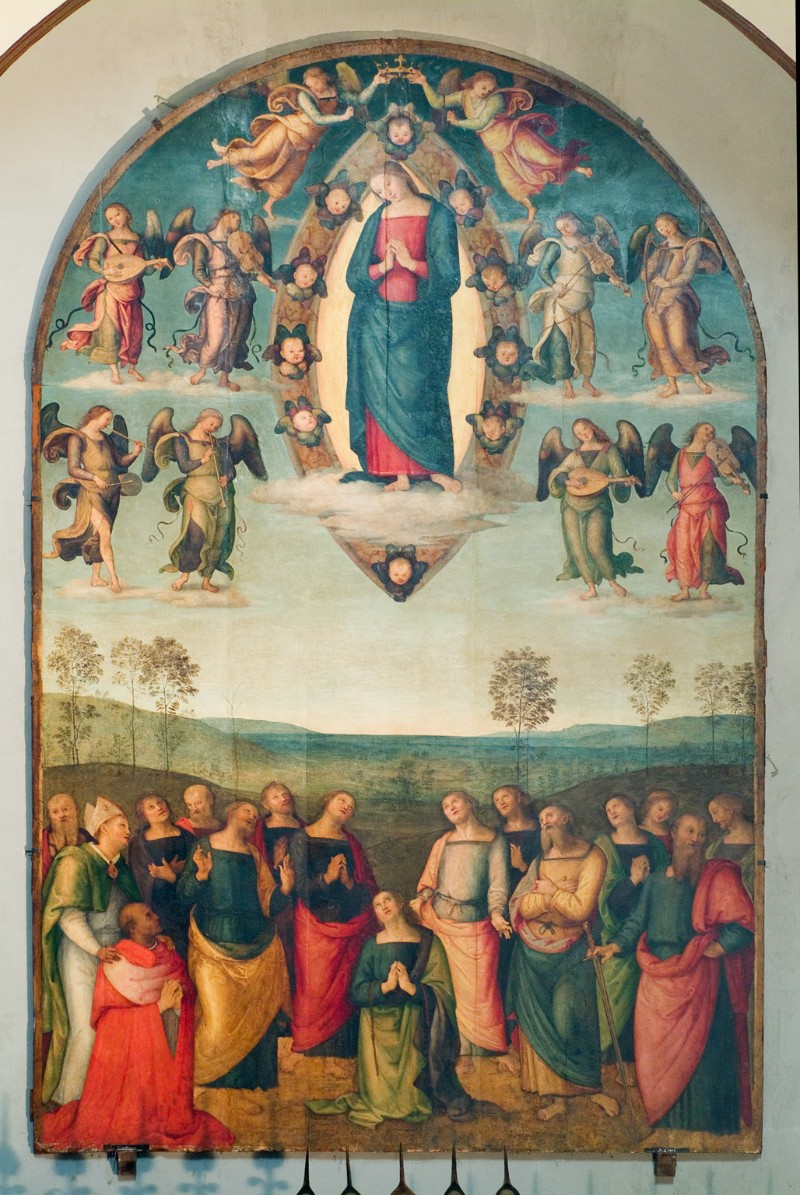
Le Pérugin, Assomption.

Le transept droit est constitué (en partant de l'abside, dans le sens des aiguilles d'une montre), par les chapelles de Sant'Aspreno et de Capece Minutolo (anciennement de San Paolo) situées sur le mur du chœur, et par les chapelles de l'Assunta, de l'Annonciation et de la Madeleine dans le devant. Cette dernière abrite une Madeleine peinte par Nicola Vaccaro, tandis qu'à côté se trouve le Sépulcre de l'archevêque Antonio Sersale par Giuseppe Sanmartino ; la chapelle de l'Annonciation expose des traces de fresques du XVe siècleet une Annonciation de Nicola Maria Rossi ; la troisième des trois chapelles frontales, adjacente à celle du Minutolo, présente l' Assomption du Pérugin et de son école, commandée par le cardinal Oliviero Carafa, qui y est représenté en prière, qui ornait autrefois le maître-autel de la cathédrale, et maintenant dans un niche de la chapelle.
La chapelle Capece Minutolo, du côté du chœur, à l'angle du transept, semble être la chapelle de la cathédrale qui a le mieux conservé la structure gothique originale du XIVe siècle, avec un pavement de mosaïque et des fresques du XIIIe siècle de Montano d'Arezzo, et des tombeaux gothiques des représentants cléricaux de la famille Minutolo de l'école romaine.
La chapelle de Sant'Aspreno (ou Tocco di Montemiletto), la première à droite de l'abside, présente un monument funéraire d'un membre de la famille Tocco del Malvito du début du XVIe siècle, des fresques d'Agostino Tesauro du même siècle avec les Histoires de Saint Aspreno et les fresques de Pietro Cavallini dans la partie inférieure.

### Chœur et abside

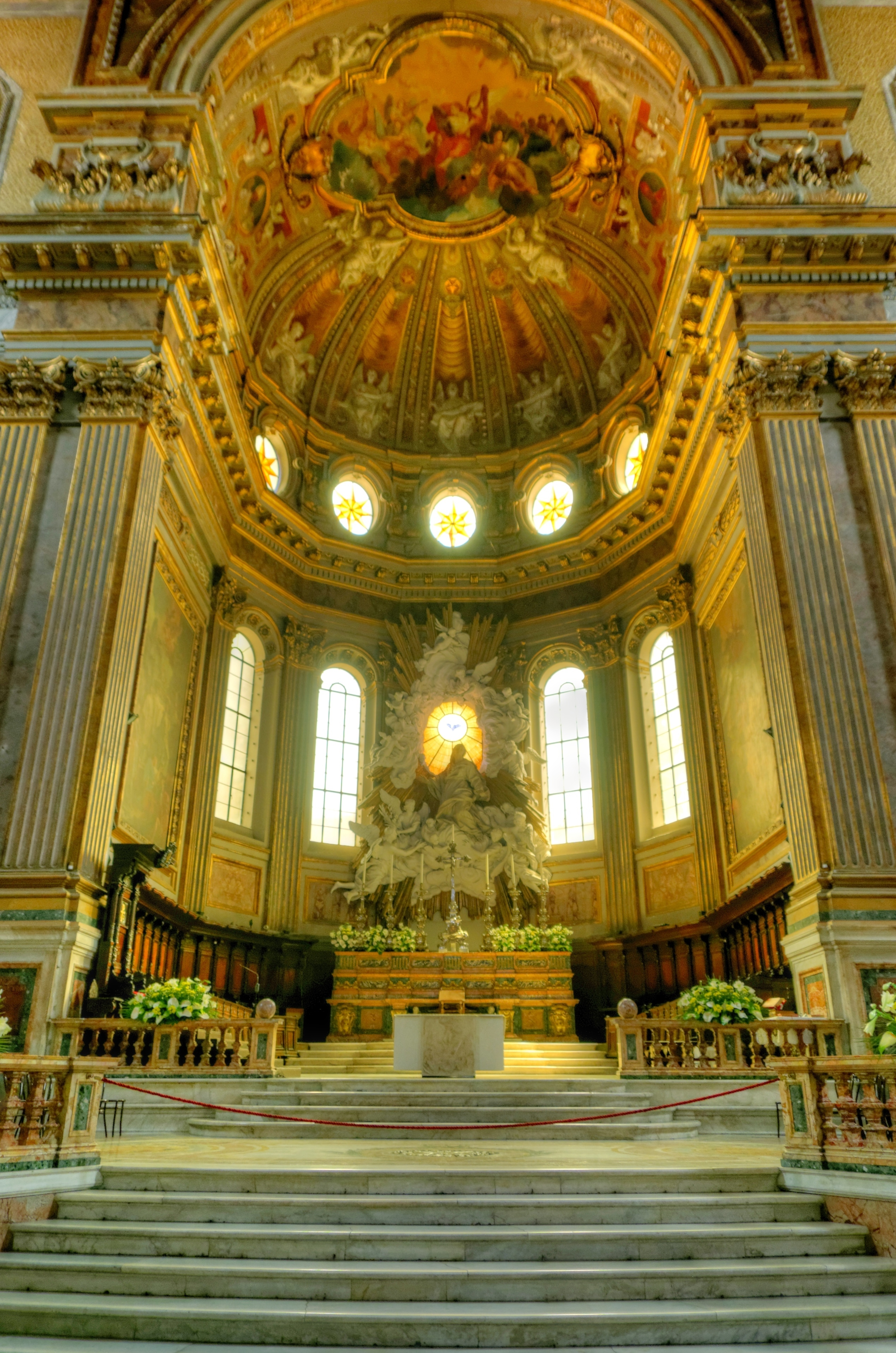
Abside.

L'abside de la cathédrale, telle qu'elle apparaît aujourd'hui, est le résultat des modifications apportées aux XVIe et XVIIIe siècles à la structure polygonale gothique originale. Lors des restaurations réalisées par l'architecte siennois (mais de l'école romaine) Paolo Posi dans un style rococo, à partir de 1714, à la demande du cardinal Spinelli, la voûte fut abaissée et le chœur allongé jusqu'à occuper une partie du transept. Le maître-autel, dans lequel sont conservées les reliques des saints Agrippin, Acuzio et Eutichio, est dominé par la sculpture représentant l' Assomption de Pietro Bracci (sculpteur connu pour le groupe statuaire au centre de la fontaine de Trevi), créé en 1739 et clairement inspiré de la Chaire de saint Pierre du Bernin et de l'ancien Crucifix du XIIIe siècle.
Les stalles du chœur en bois de Marc'Antonio Ferraro sont disposées sur tout le périmètre intérieur de l'abside. La clôture de chœur est implantée sur deux niveaux et délimitée par un parapet baroque en marbre polychrome. Deux colonnes en jaspe rouge sont installées aux extrémités de la partie inférieure, où se trouve l'ambon. Au centre, le maître-autel moderne, consacré le 27 avril 2012, est constitué d'un bloc de marbre blanc décoré de deux bas-reliefs, celui à l'avant représentant Le Christ ressuscité, par un sculpteur anonyme du XVIIIe siècle, celui à l'arrière avec la Déposition de San Gennaro de Giandomenico Vaccarosco.
La voûte et le mur de l'abside droite sont ornés de fresques de Stefano Pozzi, tandis que le mur de gauche est décoré de cycles sur le Transfert des reliques des saints Acuzio et Eutiche de Pozzuoli à Naples par Corrado Giaquinto .

### Crypte du Succorpo

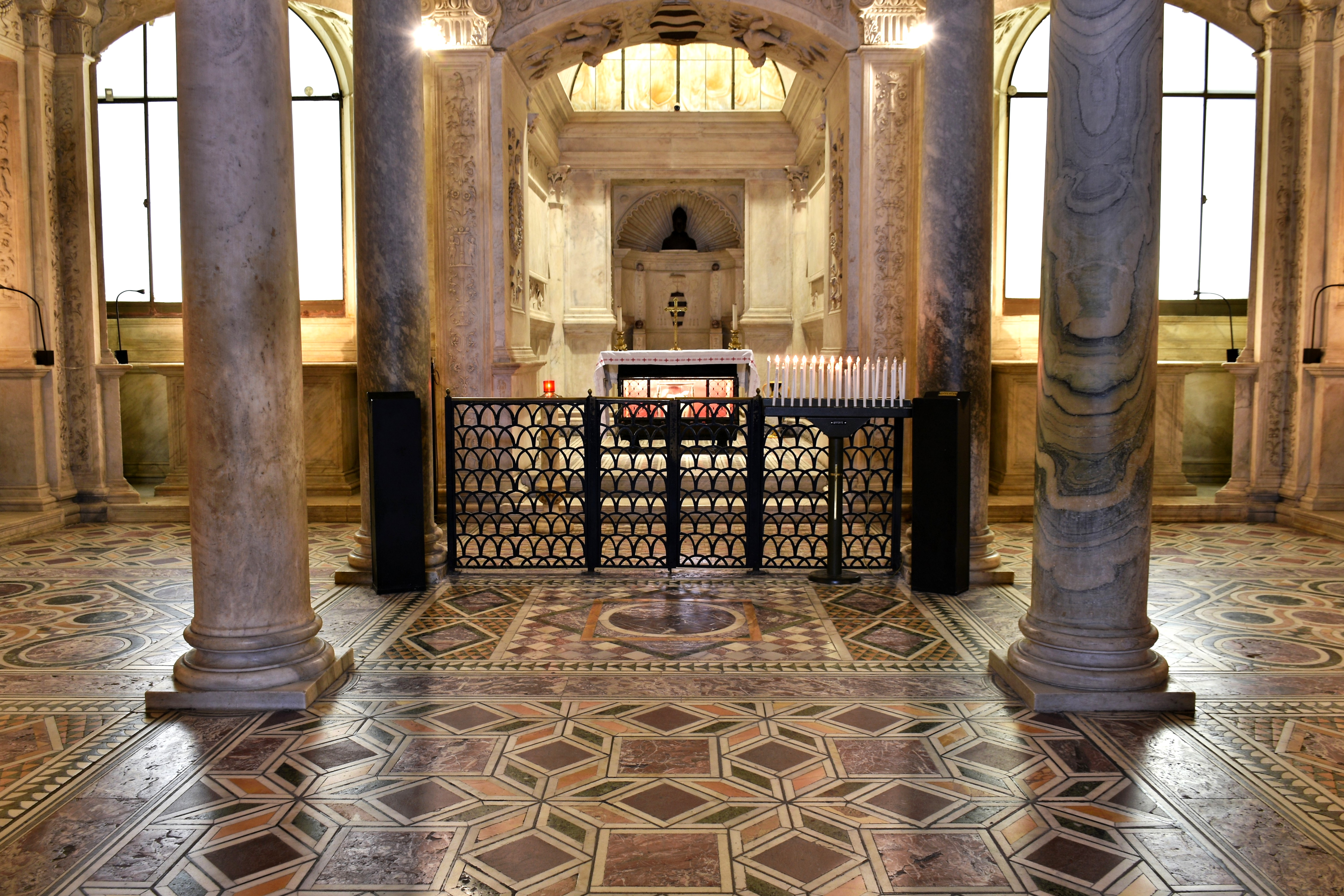
Crypte du Succorpo.

Près de la balustrade, presque au centre du transept, un double escalier descend à la chapelle Succorpo, située au-dessous de l'abside, construite à partir de 1497 sous l'abside pour accueillir les reliques de saint Janvier que le cardinal Carafa est parvenu à rapatrier à Naples. Ses ossements y sont toujours conservés.
La chapelle apparaît comme un exemple d'architecture de la Renaissance datant de la fin du XVe siècle et du début du XVIe siècle. Certains chercheurs attribuent le projet à Bramante, qui s'est apparemment rendu dans la ville à l'invitation d'Oliviero Carafa, en excellentes relations avec le cardinal, tandis que des données plus certaines montrent qu'il a été réalisé par le sculpteur lombard Tommaso Malvito et ses assistants.
La chapelle est divisée en trois nefs par des colonnes de marbre : au centre se trouve la sculpture en marbre d' Oliviero Carafa en train de prier tandis que le plafond à caissons, également en marbre, est agrémenté de seize bas-reliefs représentant les bustes de saints napolitains, docteurs de l'église, des quatre évangélistes et de la Vierge à l'Enfant .

### Sacristie
La sacristie conserve quarante-quatre bustes d'argent des autres saints protecteurs de Naples, dont :
- le buste-reliquaire de saint Janvier, véritable chef-d'œuvre d’orfèvrerie réalisé au XIVe siècle par les maîtres français Étienne Godefroy, Guillaume Verdelay et Milet d'Auxerre ;
- le buste reliquaire de saint Pierre de Vérone, d'un orfèvre napolitain anonyme vers 1600, en argent fondu, battu et ciselé, de 105 × 70 cm.